# Línia 7 del metro de París
La línia 7 del metro de París és una de les setze línies del metro de París. Travessa la ciutat des del nord-est al sud-est a través d'un traçat lleugerament corbat, enllaçant l'estacions de la Courneuve — 8 Mai 1945 amb Mairie d'Ivry i Villejuif — Louis Aragon.
La línia va començar els seus serveis el 1910 i és l'única, juntament amb la línia 13, que disposa d'un ramal. El 1967 el ramal entre Louis Blanc i Pré Saint-Gervais va deixar de formar part de la línia 7 per convertir-se en la línia 7bis. El 1982 es va obrir un nou ramal cap a Kremlin-Bicêtre, que després arribaria fins a Villejuif.
Aquesta línia és una de les més llargues de la xarxa, amb el major nombre d'estacions i la tercera per nombre de viatgers.